# سيرج أسمر
سيرج أسمر (4 مايو 1986-) إعلامي لبناني

## حياته
ولد في المينارة عكار ونشأ في مدينة جبيل،درس في كلية الفنون الجميلة جامعة الروح القدس - الكسليك تخصص التمثيل والإخراج المرئي والمسموع.

## مشواره المهني
بدايته كانت في قناة تيلي لوميار الدينية ثم إنتقل للعمل مع الإعلامية نضال الأحمدية في قناة الجرس في إعداد التقارير، انطلاقته الفعلية كانت عام 2014 من خلال محطة أو تي في حيث شارك في تقديم فقرة فنية في برنامج "مايكرو سكوب" "للإعلامي روبير فرنجية ،قدم بعدها العديد من البرامج منها يوم جديد، واتس آب،next كما قام بتقديم وتغطية العديد من الأحداث الفنية في لبنان

## البرامج التي قدمها
| اسم البرنامج      | القناة   | العام     |
| ----------------- | -------- | --------- |
| مايكرو سكوب       | أو تي في | 2014      |
| يوم جديد          | أو تي في | 2014      |
| واتس آب           | أو تي في | 2014-2017 |
| christmas for all | أو تي في | 2013      |
| Otv aWards        | أو تي في | 2013      |
| مهرجان الحدث      | أو تي في | 2014      |
| Will you          | أو تي في | 2015      |
| Next              | أو تي في | 2018-2019 |